# Il supervissuto - OST
Il supervissuto - OST è una raccolta del cantante italiano Vasco Rossi, pubblicata il 3 novembre 2023 dalla Universal su etichetta EMI e colonna sonora della miniserie televisiva Vasco Rossi - Il Supervissuto.

## Descrizione
Curato da Vince Pastano e Maurizio Biancani, l'album contiene una selezione di brani tra quelli citati negli episodi della miniserie Vasco Rossi - Il Supervissuto e quelli più rilevanti per la carriera del cantautore, a cui si aggiunge l'inedito Gli sbagli che fai, utilizzato come sigla della docu-serie.
Le versioni CD e LP della raccolta contengono 32 brani, mentre l'edizione digitale ne presenta 50 tracce, includendo tracce aggiuntive rispetto al formato fisico.
Il brano Gli sbagli che fai è stato pubblicato come singolo il 27 settembre 2023, in contemporanea alla distribuzione della docu-serie sulla piattaforma di streaming Netflix.

## Tracce

### CD

#### CD 1
1. Gli sbagli che fai (inedito) – 4:15 (Vasco Rossi, Saverio Principini, Saverio Grandi)
2. E il tempo crea eroi (live - Modena Park) – 2:57
3. Jenny è pazza (live - Rewind) – 3:36
4. Albachiara (live - Fronte del Palco) – 5:11
5. Colpa d'Alfredo (live - Modena Park) – 4:13
6. Anima fragile (live - Vasco London Instant Live) – 4:54
7. Siamo solo noi (live - NonStop Live) – 4:16
8. Ogni volta (live - Modena Park) – 4:20
9. La noia (live - Tutto In Una Notte Live KOM 015) – 2:37
10. Canzone (live - KOM 011) – 4:19
11. Vita spericolata (live - Fronte del Palco) – 5:37
12. Bollicine (live - Rewind) – 6:11
13. Va bene, va bene così (live - San Siro 10.7.90) – 6:56
14. Ti taglio la gola (live - Roma Circo Massimo) – 3:32
15. C'è chi dice no (live - Roma Circo Massimo) – 5:01
16. Blasco Rossi (live - Rewind) – 4:58
17. Ridere di te (live - Fronte del Palco) – 5:58

#### CD 2
1. Liberi... liberi – 6:10
2. Vivere – 5:29
3. Gli spari sopra (Celebrate) – 3:29
4. Senza parole – 4:43
5. Un gran bel film – 5:29
6. Sally (da L'altra metà del cielo) – 5:05
7. Gli angeli – 6:19
8. Quanti anni hai – 4:44
9. Siamo soli – 3:58
10. Un senso (da L'altra metà del cielo) – 4:10
11. Il mondo che vorrei – 6:00
12. Eh già – 3:44
13. L'uomo più semplice – 4:11
14. Se ti potessi dire – 4:34
15. Una canzone d'amore buttata via – 4:31

### Edizione digitale
1. Gli sbagli che fai – 4:15
2. E il tempo crea eroi (live) – 2:57
3. La nostra relazione (live) – 3:08
4. Jenny è pazza (live) – 3:36
5. Sballi ravvicinati del 3° tipo (live) – 4:05
6. Albachiara (live) – 5:11
7. Fegato, fegato spappolato (live) – 3:16
8. Colpa d'Alfredo (live) – 4:13
9. Asilo "Republic" (live) – 2:40
10. Anima fragile (live) – 4:54
11. Alibi (live) – 4:37
12. Siamo solo noi (live) – 4:16
13. Ogni volta (live) – 4:20
14. La noia (live) – 2:37
15. Splendida giornata (live) – 5:16
16. Canzone (live) – 4:19
17. Vita spericolata (live) – 5:37
18. Bollicine (live) – 6:11
19. Una canzone per te (LiveModenaPark) – 1:45
20. Va bene, va bene così (live) – 6:56
21. Dormi, dormi (live) – 3:40
22. Ti taglio la gola (live) – 3:32
23. C'è chi dice no (live) – 5:01
24. Blasco Rossi (live) – 4:58
25. Ridere di te (live) – 5:58
26. Liberi... liberi – 6:10
27. Vivere – 5:29
28. Gli spari sopra (Celebrate) – 3:29
29. Senza parole – 4:43
30. Un gran bel film – 5:29
31. Sally (L'altra metà del cielo version) – 5:05
32. Gli angeli – 6:19
33. Quanti anni hai – 4:44
34. Rewind – 4:42
35. Io no... – 5:23
36. Siamo soli – 3:58
37. Ti prendo e ti porto via – 4:09
38. Un senso (L'altra metà del cielo version) – 4:10
39. Buoni o cattivi – 3:29
40. Il mondo che vorrei – 6:00
41. E adesso che tocca a me – 3:57
42. I soliti – 3:40
43. Eh già – 3:44
44. Vivere non è facile – 4:53
45. L'uomo più semplice (Reloaded) – 4:11
46. Come nelle favole – 4:13
47. Se ti potessi dire – 4:34
48. XI comandamento – 3:24
49. Siamo qui – 4:37
50. Una canzone d'amore buttata via – 4:31

## Classifiche

### Classifiche settimanali
| Classifica (2023) | Posizione massima |
| ----------------- | ----------------- |
| Italia            | 2                 |
| Svizzera          | 37                |

### Classifiche di fine anno
| Classifica (2024) | Posizione |
| ----------------- | --------- |
| Italia            | 39        |